# Nanako - Manuale di genetica criminale
Nanako - Manuale di genetica criminale (菜々子解体診書?, Nanako kaitai shinsho) è una serie OAV prodotta in 6 episodi dallo studio di animazione giapponese Radix. La serie è stata distribuita in Giappone direttamente su VHS a partire dal 5 luglio 1999. Dynamic Italia ha curato la distribuzione in Italia della serie in VHS, in seguito è stata ridistribuita da Dynit in DVD a partire dal 27 aprile 2005.

## Trama

Nanako e il professor Ogami

Nanako è una giovane e procace maid/infermiera piuttosto goffa, che lavora nell'ospedale privato gestito dal professor Ogami, geniale ed eccentrico scienziato che si occupa di clonazione umana. Sullo sfondo vi è il progetto del Pentagono, che in collaborazione con il Vaticano tenta di creare il clone di Gesù Cristo.

## Colonna sonora
Sigla finale
- Nanako no sentaku (菜々子の選択?), letteralmente "La scelta di Nanako", testo di Hongō Jeronimo (ジェロニモ本郷?, Jeronimo Hongō), musica e arrangiamento di Takayuki Negishi (根岸貴幸?, Negishi Takayuki), interpretata da Maria Yamamoto (山本麻里安?, Yamamoto Maria)

L'edizione italiana ha conservato la sigla originale giapponese.

## Doppiaggio
Il doppiaggio italiano, a cura di Dynamic Italia è stato effettuato dallo Studio P.V. con la direzione di Patrizia Salmoiraghi.
| Personaggio                          | Doppiatore originale | Doppiatore italiano  |
| ------------------------------------ | -------------------- | -------------------- |
| Nanako Shichigusa                    | Maria Yamamoto       | Debora Magnaghi      |
| Kyoji Ogami                          | Takehito Koyasu      | Luca Semeraro        |
| Prof. Kuro                           | Jōji Yanami          | Antonio Paiola       |
| Saint (ep. 1-2, 5-6)                 | Tomokazu Seki        | Maurizio Romano      |
| Sig.ra Komanechi (ep. 1, 3-6)        | Chinami Nishimura    | Elisabetta Cesone    |
| Cardinale Cross (ep. 1-2, 5-6)       | Masamichi Sato       | Enrico Maggi         |
| Griffith (ep. 2, 4-6)                | Takeshi Watabe       | Mario Zucca          |
| Ueda Genki (ep. 2-6)                 | Hidenari Ugaki       | Stefano Albertini    |
| Sergente Jack (ep. 2, 5-6)           | Keichi Sonobe        | Massimiliano Lotti   |
| Sig.na Satsuki (ep. 3-6)             | Yuko Kato            | Renata Bertolas      |
| Maruo (ep. 3-6)                      | Toshihiko Sakurai    | Massimo Di Benedetto |
| Naruse Haido (ep. 3)                 | Shōtarō Morikubo     | Simone D'Andrea      |
| Ispettore (ep. 3)                    |                      | Luca Bottale         |
| Joji Ogami, padre di Kyoji (ep. 4-5) | Akio Ōtsuka          | Pietro Ubaldi        |
| Alan Mizuki (ep. 4)                  | Ryutaro Okizayu      | Patrizio Prata       |
| Jemmi (ep. 4)                        | Mako Hyōdō           | Emanuela Pacotto     |
| Kyoji Ogami da bambino (ep. 6)       |                      | Patrizia Mottola     |

## Episodi
| Nº | Titolo                       | Prima edizione    | Prima edizione |
| Nº | Titolo                       | Giapponese        |                |
| 1  | The first spiral             | 5 luglio 1999     |                |
| 2  | Memories of you              | 24 settembre 1999 |                |
| 3  | The psycho patient           | 26 novembre 1999  |                |
| 4  | Fire-crackers                | 22 dicembre 1999  |                |
| 5  | The last spiral, former part | 3 marzo 2000      |                |
| 6  | The last spiral, latter part | 7 aprile 2000     |                |